# 高島保
高島 保（たかしま たもつ、1964年8月15日 - ）は、北海道札幌市出身のラジオパーソナリティ、ナレーター。イーグル・ベイ所属。

## 略歴
苫小牧市生まれ、札幌市育ち。北海道札幌工業高等学校卒業。ダンサーや舞台俳優を経て、声の良さを買われナレーターやDJといった声の仕事を務めるようになりFMノースウェーブや千葉県のbayfm、HBCラジオにて番組を担当している。

## 出演

### ラジオ
- Friday Chicken Soup（FM NORTH WAVE）[4]
- Morning Juntion（FM NORTH WAVE）[4][5]
- SURFSIDE BREEZE（bayfm）[1]
- J-WAVE GOOD MORNING TOKYO（J-WAVE）[1]
- Music Delivery BAN BAN RADIO![1]→バンラジNEO タモツガレージ（HBCラジオ）

### ナレーション
テレビ番組
- 野天湯へGo!（旅チャンネル）[4]
- 東京遺産（東京メトロポリタンテレビジョン）[1]
- 我思う、故に我ラーメン（北海道テレビ放送）[1]
- なるほど!道政（北海道テレビ放送）[1]

スポーツDJ
- コンサドーレ札幌[4]
- 千葉ロッテマリーンズ[1]
- ジェフユナイテッド市原・千葉[1]
- ツール・ド・北海道[1]
- ラリージャパン[1]
- 全日本スノーボード技術選手権大会[1]

CM
- 北海道銀行
- 丸井今井
- NTTドコモ北海道
- ブリヂストン
- NTT西日本